# Edward Moxon
Ne doit pas être confondu avec Edward Moxon Roberts.

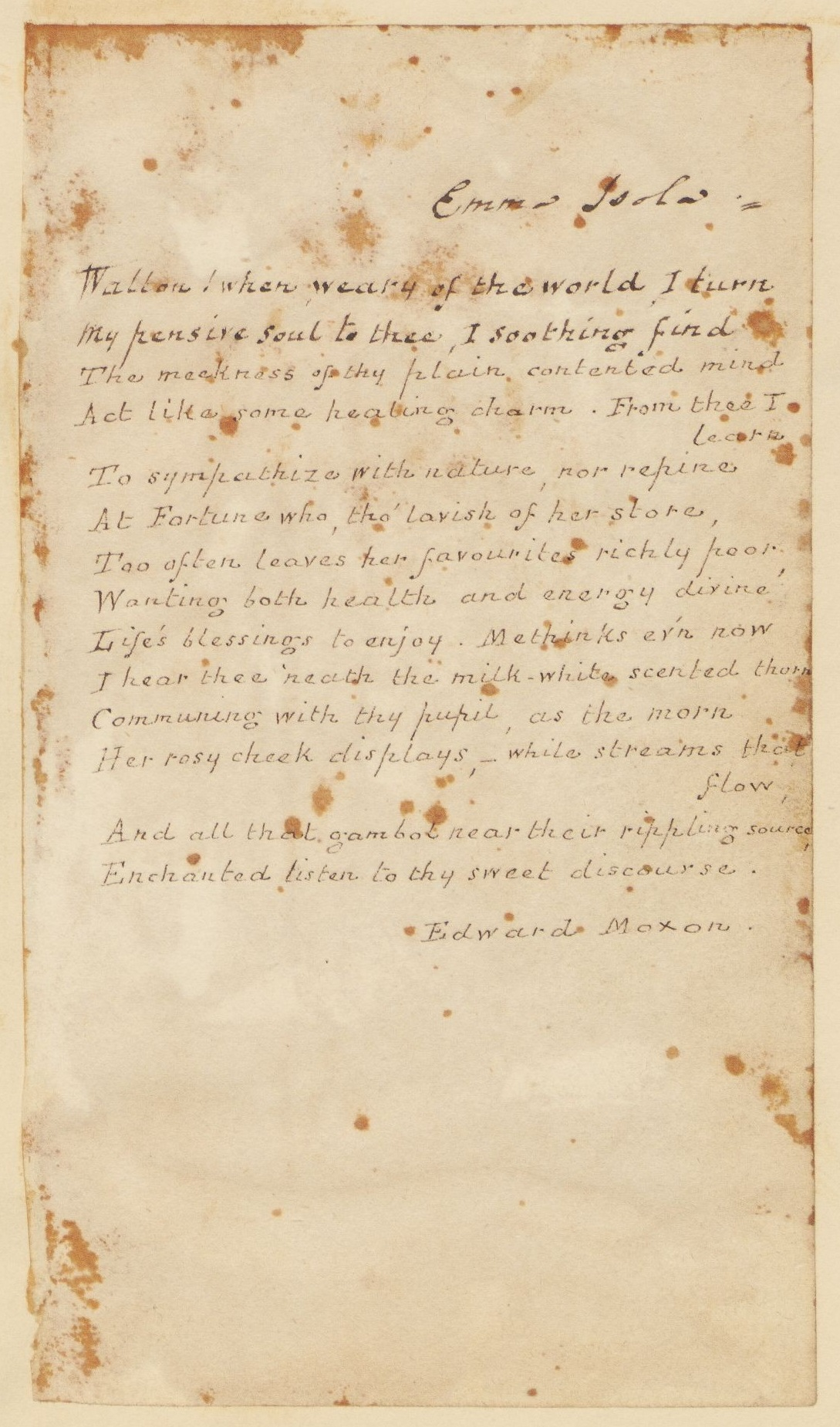
Manuscrit d'un poème d'Edward Moxon.

Edward Moxon, baptisé le 12 décembre 1801 et mort le 3 juin 1858, est un poète et un éditeur britannique.

## Biographie
Baptisé à Wakefield le 12 décembre 1801, il est le fils de Michael et Ann Moxon, et a été instruit à Green Coat School. À l'âge de neuf ans, il est apprenti chez un libraire de Wakefield, et vers 1817 il se rend à Londres pour trouver un emploi semblable. Bien qu'il soit «occupé tous les jours du matin au soir», il a réussi le dimanche et après minuit les jours de semaine à s'instruire, et il a acquis une bonne connaissance de la littérature anglaise actuelle (Moxon, Prospect, Ded.) Messieurs Longman & Cie, et a bientôt eu la conduite d'un des quatre départements de la ligne de pays. En 1826, son étude privée a porté ses fruits dans la publication d'un volume de vers, «Le Prospect et autres poèmes», qui L'auteur dédié à Samuel Rogers. Il décrivit modestement ses efforts comme le travail d'un «jeune homme instruit et autodidacte». Le verset n'avait pas beaucoup de mérite, mais la persévérance de Moxon impressionna favorablement Rogers. Il obtint des introductions à d'autres hommes de lettres, et sa manière plaisante et son véritable enthousiasme pour la poésie lui valurent un accueil dans les cercles littéraires. Il fascina rapidement Charles Lamb et, à partir de 1827, il fréquenta fréquemment la maison d'Agneau à Enfield, se laissa tomber au thé, ou dîna avec de l'agneau sur du pain, du fromage, du gin et de l'eau et amenait parfois ses sœurs ou frères. Lamb, Letters, II, 275, 281). La sœur d'Agneau se mit bientôt à pencher «pour les livres de M. Moxon et la société de M. Moxon», et le 30 juillet 1833, Moxon épousa la fille adoptive d'Agneau, Emma Isola.
Pendant ce temps, à l'automne de 1827, Moxon avait laissé Longmans «mieux lui-même», et Lamb le recommandait fortement à Henry Colburn comme «un jeune homme de la plus haute intégrité et un homme d'affaires sérieux» (25 septembre 1827, ib. Page 181). Enfin, il trouva un emploi dans la maison d'édition de Hurst dans le cimetière de Saint-Paul, apparemment comme conseiller littéraire (pp. 198-200), et il y trouva un ami utile chez M. Evans, puis membre de l'imprimerie bien connue Bradbury & Evans.
En mars 1829, Moxon publia un autre volume de vers, intitulé «Christmas», et il le dédia à Agneau. Lamb l'a recommandé à Bernard Barton. «Il n'a pas de prétentions et ne fait aucune, mais les parties sont jolies» (ib., 222). Encouragé par la sympathie et les conseils d'Agneau, Moxon résolut bientôt de devenir éditeur pour son propre compte. Rogers, qui a approuvé le projet, l'a avancé 500l., Et sur ce capital il a commencé des affaires au printemps de 1830 au 64 New Bond Street (pp 555, 261). En 1833, il a déménagé à 44, rue Dover, une adresse familière depuis longtemps pour les bookbuyers.
Les progrès de Moxon en tant qu'éditeur furent d'abord lents, bien qu'il eût l'appui de nombreux écrivains de réputation établie. Sa première publication fut Lamb's 'Album Verses', qui parut en août 1830, avec une dédicace géniale adressée à l'éditeur. En avril 1831, il entreprit sous sa propre rédaction le «Magazine de l'Anglais», une publication mensuelle à laquelle l'Agneau contribuait régulièrement et Tennyson envoya un sonnet; Mais Moxon jugea prudent d'abandonner l'entreprise en octobre (ibid., 272, 274). En 1832, il produit Allan Cunningham «Maid of Elvar», «Songs and Ballads» de Barry Cornwall, et une sélection des œuvres en prose de Southey. En 1833, il publia une nouvelle édition des «Essays of Elia» d'Lamb, et un volume de «Last Essays», qui l'engagea dans un litige avec John Taylor, l'éditeur original (ibid., P. 287, 355). Après la mort d'Agneau en 1834, il a écrit un papier sympathique de réminiscences. Lamb laissa ses livres à Moxon, qui fit sortir en 1836 une collection de ses ouvrages en prose, avec les mémoires de Talfourd, et entreprit la première collection de prose et de poésie d'Agneau. En 1834, Wordsworth, toujours un ami régulier, lui permit Publier une sélection de ses poèmes; L'année suivante, il a transféré toutes ses œuvres à Moxon, et en 1836 une édition complète en six volumes a été publiée. Beaucoup d'autres ouvrages de Wordsworth procèdent à brefs intervalles, jusqu'à la mort du poète, de la maison d'édition de Moxon. En 1838, Moxon produit l'édition illustrée bien connue des «Poèmes» de Rogers, ainsi qu'une réédition de l'édition illustrée de «L'Italie» de Rogers. Beaucoup des œuvres dramatiques de Sheridan Knowles ont été publiées entre 1837 et 1847, et se sont révélées très rentables. Une des plus grandes entreprises de Moxon fut l'édition de Beaumont et Fletcher de Dyce en onze volumes (1843-1868).
Mais c'est en tant que patron discriminant de jeunes poètes ou de poètes peu connus que Moxon mérite d'être rappelé. En 1833, il produisit les Poèmes de Tennyson, qui, jusqu'à la mort de Moxon, confia chaque nouvelle œuvre à Moxon. Dans la même année il a initié une connexion similaire avec R. Monckton Milnes, avec la question du Tour de Milnes en Grèce. En 1834, Moxon fit sortir l'Épick révolutionnaire de Benjamin Disraeli; Il dit à Charles Greville, en 1847, que Disraeli lui demandait de s'associer avec lui, mais il refusa, «ne croyant pas qu'il était assez prudent pour se faire confiance» (Greville, Mémoires, 2e s. Isaac D'Israeli '